# Zonitis nigripennis
Zonitis nigripennis es una especie de coleóptero de la familia Meloidae.

## Distribución geográfica
Habita en Nueva Caledonia.